# Šebestián Freytag z Čepiroh
Šebestián Freytag z Čepiroh (též Šebestián I., 1533 Čepirohy – 2. května 1585 Loucký klášter u Znojma) byl český nižší šlechtic, právník, humanista, člen řádu Maltézských rytířů a posléze jezuitského řádu, opat premonstrátského kláštera Louka u Znojma. Účastnil se porážky Osmanské armády u řeckých břehů v bitvě u Lepanta v roce 1571. Roku 1573 byl pak jmenován opatem premonstrátského Louckého kláštera, který značně pozvedl a mj. se zasloužil o založení druhé nejstarší matriky na Moravě či dovozu semínek okurek do kláštera a založení tradice pěstování okurek na Znojemsku.

## Životopis

### Mládí
Narodil se do nižší šlechtické rodiny ve stejnojmenné vsi nedaleko Mostu v severních Čechách (obec z velké části zbořena v letech 1968–1972 kvůli těžbě hnědého uhlí a její zbytek roku 1976 připojen k městu Most) jako syn Václava z Čepihor a jeho manželky Anny.

### V Itálii
V mládí odešel studovat práva do Itálie, na univerzitu v Padově, i díky finanční podpoře olomouckého biskupa Viléma Prusinovského z Víckova na přímluvu svého kancléře Mikuláše Kromera. Roku 1566 žádal císaře Maxmiliána II. o pozici kanovníka v Litoměřicích, což však bylo pražským arcibiskupem Brusem pro jeho nepřítomnost v Litoměřicích zamítnuto. Roku 1571, snad kvůli zapletení do kauzy ovlivňování volby akademických funkcionářů, odjel 30. července 1571 odjel do Benátek, aby zde dokončil studia práv. V říjnu téhož roku se nechal naverbovat do loďstva Svaté ligy, které vyplulo čelit útočící osmanské flotile sultána Selima II. a jakožto důstojník řádu Maltézských rytířů se zúčastnil rozhodného vítězství křesťanských sil v námořní bitvě u Lepanta v řeckém souostroví. Univerzitní studia v Benátkách dokončil 24. dubna 1573 získáním titulu doktora obojího práva. Nedlouho poté vstoupil do jezuitského noviciátu. Po jistou dobu pak působil jako učitel a vychovatel následníka trůnu Rudolfa, pozdějšího císaře Rudolfa II.

### Louckým opatem
Výnosem císaře Maxmiliána z 11. října 1573 byl císařem Maxmiliánem jmenován opatem v klášteře Louka u Znojma. Důvodem byla především špatná hospodářská situace kláštera, kterou měl pozvednout. K jeho jmenování došlo ještě před jeho kněžským svěcením, které proběhlo až následujícího roku. Ačkoli jeho přítomnost ve funkci byla potvrzena olomouckým biskupem, papež schválil Freytagovo jmenování až roku 1576.
První fáze jeho působení se nesla mj. v duchu stíhání protestantských kněží a rekatolizaci přilehlé oblasti, do kláštera pak přišli další jezuité. Spory se zdejšími protestanty, především s měšťany z velké části nekatolického Znojma, však pokračovaly až do jeho smrti. Značnou péči pak věnoval instituci kláštera: roku 1575 nechal sestavit nový urbář a katastr klášterních obcí, vymohl dluhy a zlepšil finanční situaci kláštera. Klášterní matrika se posléze stala druhou nejstarší dochovanou na celé Moravě. Klášter stavebně obnovil a rozšířil, roku 1578 nechal postavit novou klášterní knihovnu, utřídil klášterní archiv, pomohl dále zachovat rukopis Louckého graduálu apod. Pečoval též o zdejší rozvoj hudby a za pomoci Filipa de Monte založil hudební seminář, jehož hostujícími umělci byli mj. Foßler, Daniel Langer či Jakob Händel Gallus.

### Okurkářská tradice
Významným způsobem pak zasáhl do zemědělského vývoje regionu Znojemska když nechal během své přítomnosti z Indie dovézt sazenice okurek, které byly následně v klášteře pěstovány. Prvotní účel produkce byl zamýšlen jako ochrana proti morové nákaze, neboť převládala víra, že konzumace těchto plodin před morem chrání. Plodiny byly v té době konzumovány s medem a cukrem jakožto dezert. Z Louckého kláštera se následně okurky rozšířily po celém zdejším regionu, především prostřednictvím farních zahrad a záhonů, a pomohly tak založit letitou tradici produkce, zejména nakládaných, okurek.

### Úmrtí
Freytag zemřel 2. května 1585 v Louckém klášteře ve věku asi 52 let. Pohřben byl v kapitulní klášterní kapli. Po zrušení kláštera v roce 1786 byly jeho ostatky vyzdviženy a pohřbeny na zdejším hřbitově, zdobená cínová rakev byla pak prodána podomnímu obchodníkovi.

### Památka
Šebestiána Freytaga připomíná oslavná báseň sepsaná jeho osobním sekretářem Georgem Schirmerem, ve které autor připomíná jeho rytířské vlastnosti prokázané v bitvě u Lepanta, stejně jako zásluhy o rozvoj Louckého kláštera. Báseň pak přispívala k Freytagem budovanému obrazu válečného hrdiny, upřednostněného před obrazem církevního hodnostáře, což odráží též opakované zobrazování Freytaga v bojovém brnění.